# Carlos Bacca
Carlos Arturo Bacca Ahumada, zkráceně jen Carlos Bacca (8. září 1986 Puerto Colombia, Kolumbie) je kolumbijský fotbalový útočník, který hraje za mateřský kolumbijský klub Atlético Junior.

## Klubová kariéra

### Atlético Junior
S profesionálním fotbalem začínal v Kolumbii v klubu Atlético Junior Barranquilla, odkud dvakrát hostoval v týmu ze stejného města Barranquilla FC. V sezóně 2007/08 hostoval ve venezuelském klubu Minervén Bolívar.

### Club Brugge
V lednu 2011 zamířil do Evropy do belgického celku Club Brugge KV, kde se v sezoně 2012/13 stal s 22 brankami nejlepším kanonýrem 1. belgické ligy.

### Sevilla
Po tomto úspěchu odešel do španělské Primera División do klubu FC Sevilla, se kterou vyhrál Evropskou ligu 2013/14 po finálové výhře v penaltovém rozstřelu nad portugalskou Benficou Lisabon. Carlos Bacca svůj pokus v penaltách proměnil, stejně jako ostatní exekutoři Sevilly.

### AC Milán
28. 6. 2015 se potvrdil jeho přestup za 30 milionů eur do italského klubu AC Milán.

### Villarreal
V polovině srpna 2017 se AC Milán dohodl se španělským Villarrealem na ročním hostování, španělský klub měl poté možnost útočníka odkoupit za částku 15,5 milionu eur.
Absolvoval jen pár tréninků a už 21. srpna debutoval v lize proti Levante, kde ale Žlutá ponorka 0:1 prohrála.
Při utkání La Ligy proti Betisu 10. září vstřelil premiérový gól v tomto klubu.
V srpnu 2018 odešel po ročním hostování do španělského mužstva Villarreal CF.

## Reprezentační kariéra
V národním A-týmu Kolumbie debutoval 11. srpna 2010 proti Bolívii.
Argentinský trenér Kolumbie José Pékerman jej vzal na Mistrovství světa 2014 v Brazílii, kde Kolumbie vypadla ve čtvrtfinále s Brazílií po porážce 1:2.

## Přestupy
- z Atlético Junior do Bruggy za 1 500 000 Euro
- z Bruggy do Sevilla za 10 000 000 Euro
- z Sevilla do Milán za 33 500 000 Euro
- z Milán do Villarreal za 2 500 000 Euro ( hostování)
- z Milán do Villarreal za 7 000 000 Euro

## Statistiky
| Sezóna                    | Klub                      | Liga                      | Liga   | Liga | Ligové poháry | Ligové poháry | Ligové poháry | Kontinentální poháry | Kontinentální poháry | Kontinentální poháry | Celkem | Celkem |
| Sezóna                    | Klub                      | Soutěž                    | Zápasy | Góly | Soutěž        | Zápasy        | Góly          | Soutěž               | Zápasy               | Góly                 | Zápasy | Góly   |
| ------------------------- | ------------------------- | ------------------------- | ------ | ---- | ------------- | ------------- | ------------- | -------------------- | -------------------- | -------------------- | ------ | ------ |
| 2006                      | Barranquilla              | Primera B                 | 27     | 12   | -             | 0             | 0             | -                    | 0                    | 0                    | 27     | 12     |
| 2007                      | Minervén                  | Primera B                 | 29     | 12   | -             | 0             | 0             | -                    | 0                    | 0                    | 29     | 12     |
| 2008                      | Barranquilla              | Primera A                 | 19     | 14   | -             | 0             | 0             | -                    | 0                    | 0                    | 19     | 14     |
| Celkem za Barranquilla    | Celkem za Barranquilla    | Celkem za Barranquilla    | 46     | 26   | -             | 0             | 0             | -                    | 0                    | 0                    | 46     | 26     |
| 2009                      | Atlético Junior           | Primera A                 | 29     | 12   | KP            | 12            | 11            | -                    | 0                    | 0                    | 41     | 23     |
| 2010                      | Atlético Junior           | Primera A                 | 32     | 18   | -             | 0             | 0             | PO                   | 2                    | 0                    | 34     | 18     |
| 2011                      | Atlético Junior           | Primera A                 | 36     | 20   | KP            | 11            | 8             | PO                   | 8                    | 4                    | 55     | 32     |
| 2012                      | Bruggy                    | Pro League                | 10     | 3    | BP            | 0             | 0             | EL                   | 0                    | 0                    | 10     | 3      |
| 2012/13                   | Bruggy                    | Pro League                | 35     | 25   | BP            | 2             | 0             | LM+EL                | 0+7                  | 0+3                  | 44     | 28     |
| Celkem za Bruggy          | Celkem za Bruggy          | Celkem za Bruggy          | 45     | 28   | -             | 2             | 0             | -                    | 7                    | 3                    | 54     | 31     |
| 2013/14                   | Sevilla                   | Primera División          | 35     | 14   | ŠP            | 1             | 0             | EL                   | 16                   | 7                    | 52     | 21     |
| 2014/15                   | Sevilla                   | Primera División          | 37     | 20   | ŠP            | 3             | 1             | EL+SP                | 15+1                 | 7+0                  | 56     | 28     |
| Celkem za Sevillu         | Celkem za Sevillu         | Celkem za Sevillu         | 72     | 34   | -             | 4             | 1             | -                    | 32                   | 14                   | 108    | 49     |
| 2015/16                   | Milán                     | Serie A                   | 38     | 18   | IP            | 5             | 2             | -                    | 0                    | 0                    | 43     | 20     |
| 2016/17                   | Milán                     | Serie A                   | 32     | 13   | IP+IS         | 1+1           | 1+0           | -                    | 0                    | 0                    | 34     | 14     |
| Celkem za Milán           | Celkem za Milán           | Celkem za Milán           | 70     | 31   | -             | 7             | 3             | -                    | 0                    | 0                    | 77     | 34     |
| 2017/18                   | Villarreal                | Primera División          | 35     | 15   | ŠP            | 2             | 1             | EL                   | 6                    | 2                    | 43     | 18     |
| 2018/19                   | Villarreal                | Primera División          | 33     | 6    | ŠP            | 3             | 3             | EL                   | 7                    | 2                    | 43     | 11     |
| 2019/20                   | Villarreal                | Primera División          | 19     | 2    | ŠP            | 4             | 3             | -                    | 0                    | 0                    | 23     | 5      |
| 2020/21                   | Villarreal                | Primera División          | 23     | 5    | ŠP            | 3             | 1             | EL                   | 9                    | 3                    | 35     | 9      |
| Celkem za Villarreal      | Celkem za Villarreal      | Celkem za Villarreal      | 110    | 28   | -             | 12            | 8             | -                    | 22                   | 7                    | 144    | 43     |
| 2021/22                   | Granada                   | Primera División          | 17     | 0    | ŠP            | 2             | 1             | -                    | 0                    | 0                    | 19     | 1      |
| 2022                      | Atlético Junior           | Primera A                 | 20     | 9    | KP            | 6             | 0             | -                    | 0                    | 0                    | 26     | 9      |
| 2023                      | Atlético Junior           | Primera A                 | 17     | 1    | KP            | 2             | 2             | CS                   | 0                    | 0                    | 20     | 3      |
| Celkem za Atlético Junior | Celkem za Atlético Junior | Celkem za Atlético Junior | 134    | 60   | -             | 31            | 21            | -                    | 11                   | 4                    | 176    | 85     |
| Celkově                   | Celkově                   | Celkově                   | 523    | 219  | -             | 58            | 34            | -                    | 72                   | 28                   | 653    | 281    |

## Úspěchy

### Klubové

#### Národní
- vítěz kolumbíjské ligy (3x)

Atlético Junior: 2010–Apertura, 2011, 2023
- vítěz italského superpoháru (1x)

Milán: 2016

#### Kontinentální
- vítěz Evropské ligy UEFA (3x)

Sevilla: 2013/14, 2014/15,

Villarreal: 2020/21

### Reprezentační
- 2× na CA (2015, 2016 - bronz)
- 2x na MS (2014, 2018)

### Individuální
- 3× nejlepší střelec kolumbijské ligy (2010 - Apertura, 2011 - Finalización, 2023)
- 1× nejlepší střelec belgické ligy (2012/13)[1]
- 1× v All stars týmu v evropské lize (2014/15)